# مارثا روجرز
مارثا روجرز (بالإنجليزية: Martha Rogers)‏ هي أكاديمية أمريكية، ولدت في 10 مارس 1955.